# Adolf Jelletz

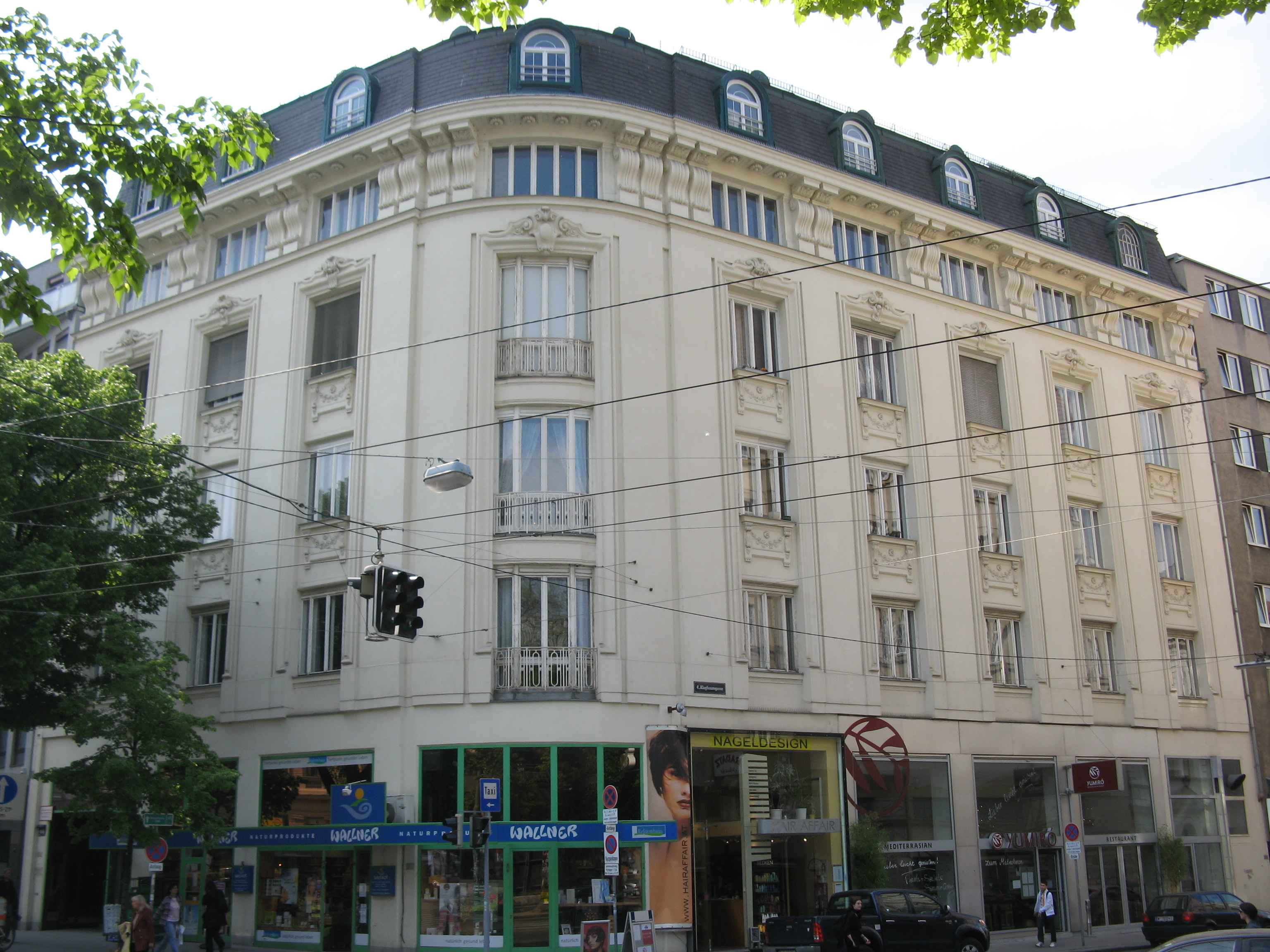
Miethaus Wiedner Hauptstraße 66 (1914) von Adolf Jelletz

Adolf Jelletz (* 22. März 1879 in Wien; † 14. Juli 1936 ebenda) war ein österreichischer Architekt.

## Leben
Adolf Jelletz entstammte einer jüdischen Familie. Er besuchte von 1896 bis 1902 die Bauschule der Technischen Hochschule, wo er Schüler von Karl König, Karl Mayreder und Max von Ferstel war. Danach arbeitete er in diversen Architekturbüros mit, bis er ab 1909 selbständig arbeitete. Sein Leben und Schaffen ist nur schlecht dokumentiert, es scheint aber so zu sein, dass Jelletz nicht allzu viele Bauaufträge erhielt und durchführen konnte. Er wurde auf dem Döblinger Friedhof begraben.

## Bedeutung
Adolf Jelletz konnte vor allem vor 1914 einige Wohnhäuser errichten. Seine Gebäude sind wohlproportioniert und schlicht, sie verzichten großteils auf Dekor und besitzen eine gewisse Rationalität. Nach Entwürfen von Arthur Grünberger führte er 1924–1926 den Bau der Hietzinger Synagoge aus, die 1938 zerstört wurde.

## Werke

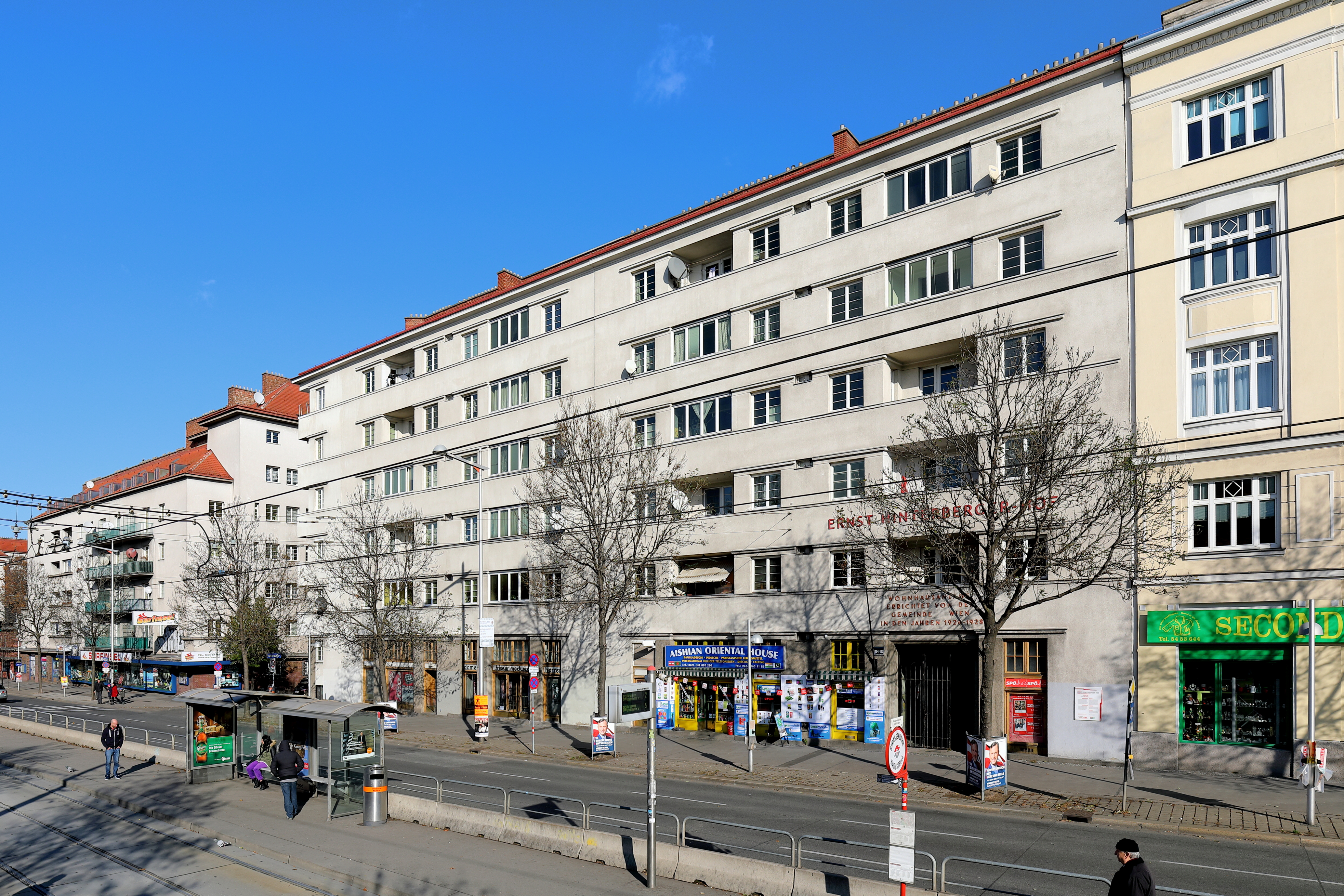
Ernst-Hinterberger-Hof (2. Hälfte der 1920er Jahre)

- Miethaus, Loquaiplatz 13, Wien 6 (1912), zusammen mit Fritz Keller
- Miethaus, Kandlgasse 37, Wien 7 (1912), zusammen mit Fritz Keller
- Miethaus, Wiedner Hauptstraße 66, Wien 4 (1914)
- Miethaus, Westbahnstraße 48, Wien 7 (1914)
- Wohn- und Geschäftshaus, Mariahilfer Straße 50, Wien 7 (1914)
- Grabmal Eduard Kasparides (1927)
- Hietzinger Synagoge (1924–1926) nach Plänen von Arthur Grünberger (1938 zerstört)
- Wohnhausanlage der Gemeinde Wien, Margaretengürtel 122–124/Gießaufgasse 33–35, Wien 5 (1928–1929)[1]